# Желтозёмы
Желтозёмы — тип почв, образовавшихся в условиях влажного субтропического климата под широколиственными лесами на глинистых сланцах и продуктах выветривания плотных пород.

## Характеристика
Характеризуется промывным типом водного режима, преобладанием в органо-минеральных соединениях ненасыщенных форм гумуса (запасы его в слое почвы 0—100 см под лесом 130—240 т/га, в старопахотных почвах ок. 120 т/га) и глинистых продуктов выветривания, значительным содержанием гидрооксидов железа, повышенной глинистостью, низкой и средней обменной способностью (от 4 — 5 до 20—30 мг • экв на 100 г почвы), кислой реакцией — РНВОДН 5,5. Мощность почвенного профиля редко превышает 80—100 см. Горизонт А0 (лесная подстилка) — маломощный; А (гумусовый горизонт) — 10—15 см, комковатой структуры, тяжелосуглинистый или глинистый, содержит 5—10 % гумуса; В (иллювиально-метаморфический) — 30—40 см, плотный, мелко-глыбистый, обогащённый илом; С (материнская порода) — бесструктурный, щебенчатый.

## Типы
- желтозёмы
- подзолисто-желтозёмные почвы
- желтозёмы глеевые
- подзолисто-желтозёмные глеевые почвы.
- желтоземы широколиственных тропических лесов

## Распространение
Желтозёмы занимают обширные площади в Китае, на юге США, на юго-востоке Австралии и в Новой Зеландии, на западе Грузии, в Абхазии, приграничных районах Сочи и в Ленкорани (Азербайджан)

## Хозяйственное применение
Используются для выращивания чая, винограда, эфиромасличных и овощных культур.